# Philipp Schack
Philipp Otto Schack (* 17. Juni 1967 in Berlin; † 17. September 2006 ebenda) war ein deutscher Maler. 

## Leben
Schack war der Sohn des Künstlerehepaares Rosemarie (* 1939)  und Otto Schack. Im Alter von 16 Jahren begann Philipp Schack mit einem Abendstudium an der Kunsthochschule Berlin-Weißensee, das er dort mit einem Studium der Malerei von 1989 bis 1994 bei Dieter Goltzsche und Wolfgang Peuker fortsetzte. Von 1994 bis 1995 war er Meisterschüler bei Peuker. Ab 2001 hatte er einen Lehrauftrag an der Design-Schule Schwerin inne. Werke Schacks sind in großen privaten und öffentlichen Sammlungen in Deutschland, Luxemburg, Frankreich, Großbritannien, Japan und in den USA zu finden. 
Schack starb bei einem Unfall in Berlin-Mitte. Er wurde auf dem Friedhof in Heckelberg-Brunow beigesetzt.  
2007 fand in Berlin die Ausstellung „Das dritte Gesicht – Freunde erinnern an den Maler Philipp Schack“ statt.

## Stipendien und Arbeitsaufenthalte
- 1994 bis 1995: Stipendiat der Heinrich-Böll-Stiftung
- 1995: Brandenburgisches Arbeitsstipendium
- 1996: Arbeitsaufenthalt im Künstlerhaus Lukas, Ahrenshoop
- 1997/1998: Förderstipendium der Käthe-Dorsch-Stiftung
- 2000: Arbeitsstipendium der Stiftung Kulturfonds

## Werke
- 1994: Reise des Barbiers, Mischtechnik
- 1995: Kappentanz, Lithografie
- 2003: Zwei Köpfe, Öl